# Raeford
Raeford város az USA Észak-Karolina államában, Hoke megyében, melynek megyeszékhelye is. Lakosainak száma 4559 fő (2020. április 1.).

## Népesség
A település népességének változása:
| Lakosok száma | 580  | 4611 | 4559 |
|               | 1910 | 2010 | 2020 |